# 里夫戰爭
里夫战争（西班牙語：Guerra del Rif， Ḥarb ar-Rīf）是1921年到1926年间西班牙王國与摩洛哥里夫地区柏柏尔部落發生的武装冲突，法蘭西第三共和國后来于1925年加入西班牙一方。起初在阿卜杜·克里姆的率領下，里夫人使用游擊戰術和西方武器，数次击败西班牙軍隊。但在法國軍事干預与西班牙部隊登陆胡塞马後，坦克与飞机陆续投入战场，阿卜杜·克里姆最终只得向法国投降，并被流放。
1909年7月，正当西班牙工人修建一条通往梅利利亞附近铁矿的铁路桥时，遭遇了来自里夫部落的袭击。西班牙为此向当地增派了部队，而在随后几周里的一系列冲突又造成了更多伤亡。截至同年9月，共有为数4万的西班牙军队进驻摩洛哥北部，并占领了梅利利亞附近的部落领地。
1920年，簽署“非斯條約”之後，摩洛哥北部地區為西班牙保護國；此後，當地居民對西班牙人產生了強烈抵制，引發了持續數年的衝突。1921年，阿卜杜·克里姆起義，西班牙軍隊遭受了災難性的慘敗，之後撤退到幾個防禦陣地，而阿卜杜勒克里姆則創建一個獨立國家里夫共和國。在1925年戰役後，法國人介入衝突並與西班牙聯合，最終在胡塞马登陸。1926年，阿卜杜·克里姆向法军投降，西班牙重新取得了对里夫地区的控制，里夫战争结束。

## 结果
从1925年5月8日开始的最后一次袭击中，法国人和西班牙人共有123000人，有150架飞机支援，有12000名黎族人。优越的人力和技术很快就解决了战争的过程，有利于法国和西班牙。法国军队从南部通过，而西班牙舰队和军队则通过两栖登陆保护阿尔切斯马斯湾，并从北部进攻。经过一年的抗争，两个部落领袖阿卜杜勒·克林姆向法国当局投降，1926年，西班牙摩洛哥终于重新夺回。
然而，西班牙战争的不受欢迎和西班牙军方早期的耻辱促成了西班牙政府的不稳定和1923年的军事政变。

## 图库

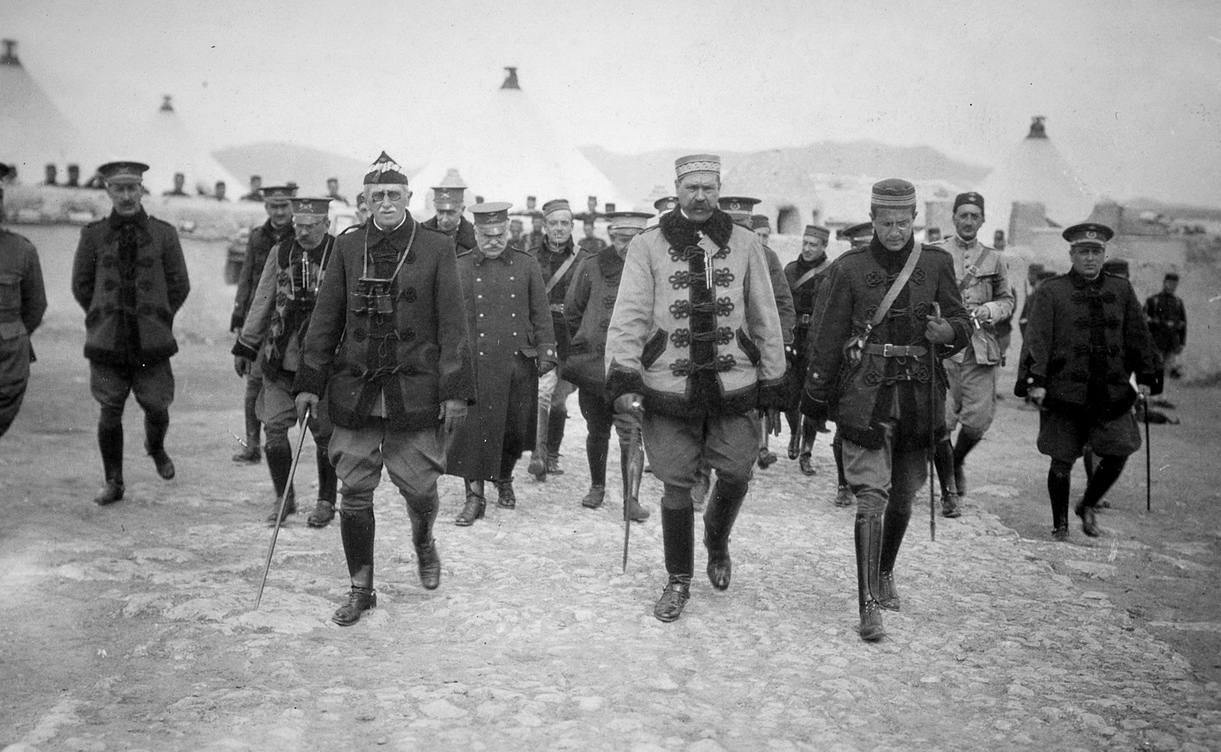
西尔维斯特将军在梅利利亚，1921年
里夫共和国影響範圍
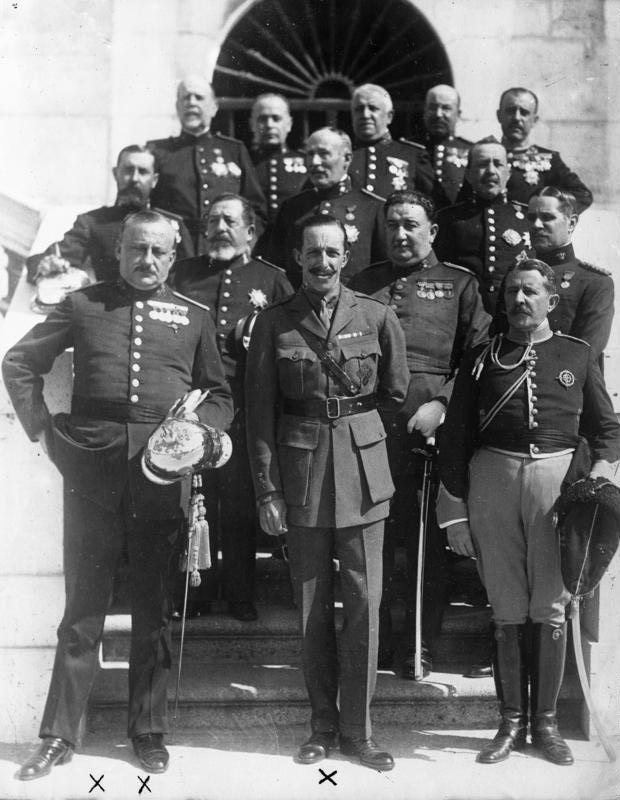
普里莫·里维拉（前排左）与西班牙国王阿方索十三世和其他高级西班牙军官
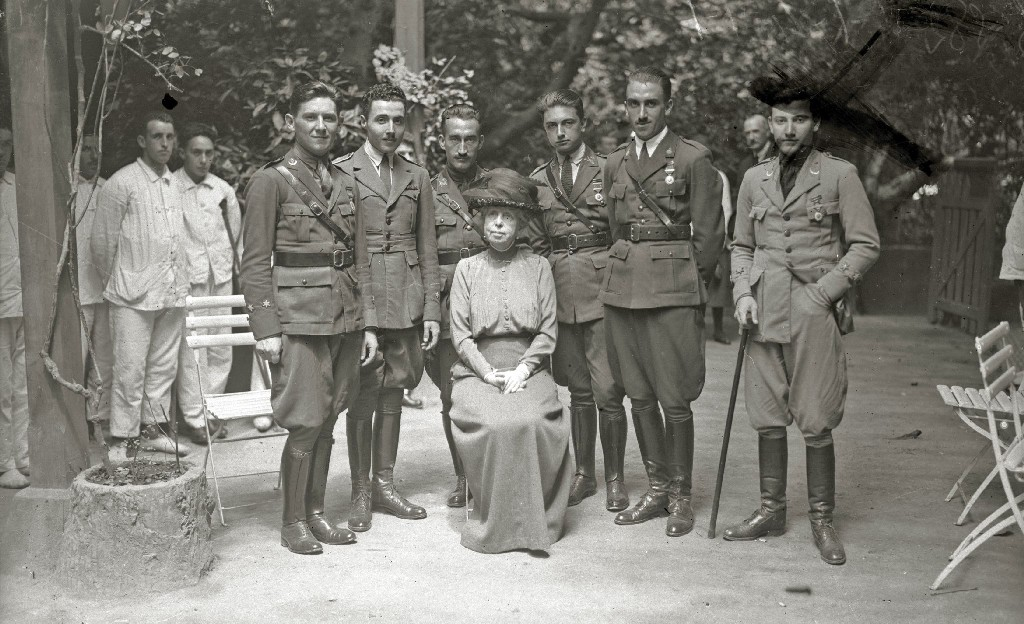
瑪麗亞王太后 (阿方索十三世的母親)探望一群里夫戰爭中受傷的士兵。
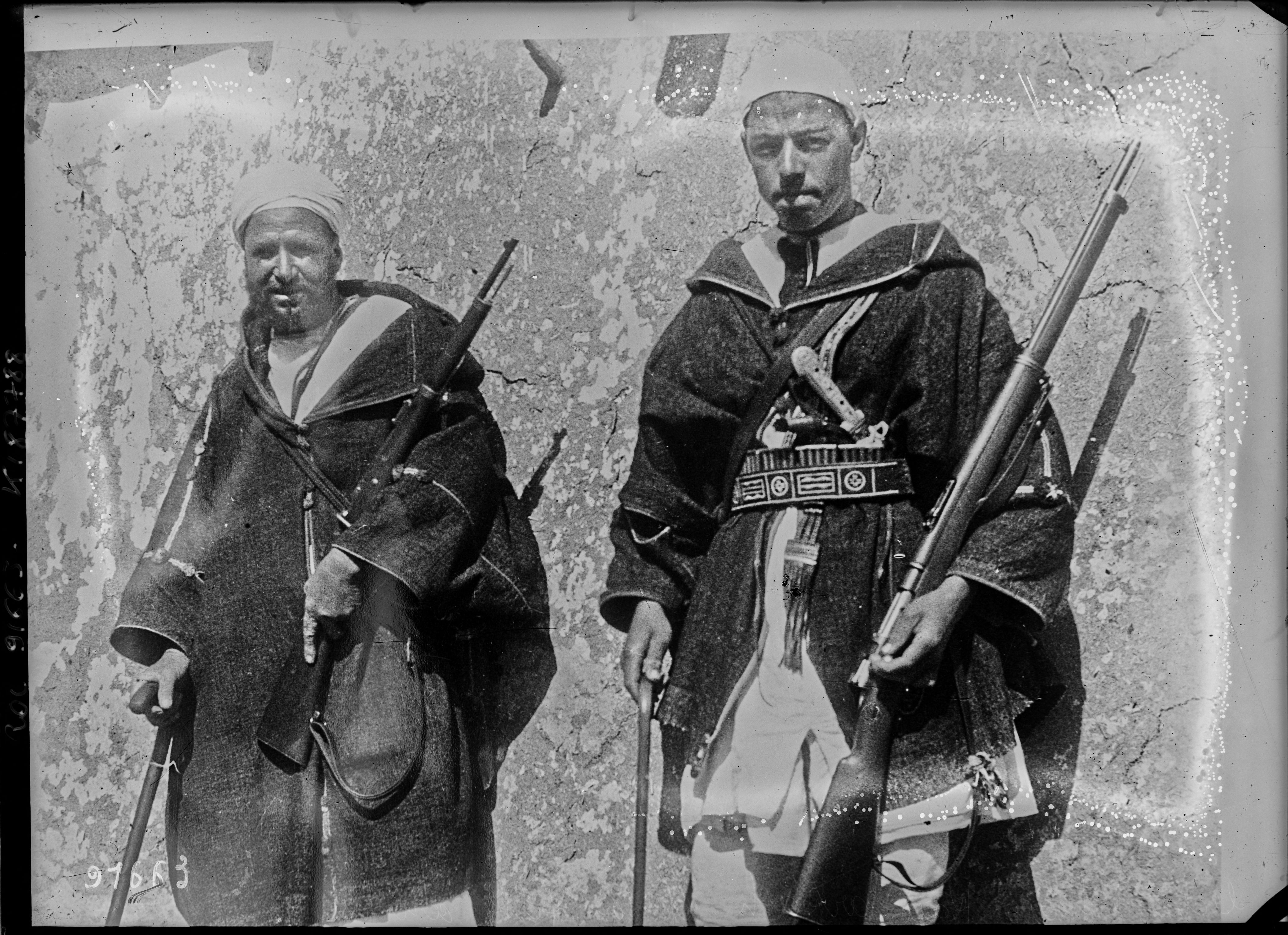
柏柏尔人携带被俘的步枪。一个西班牙毛瑟和法国贝蒂埃卡宾枪
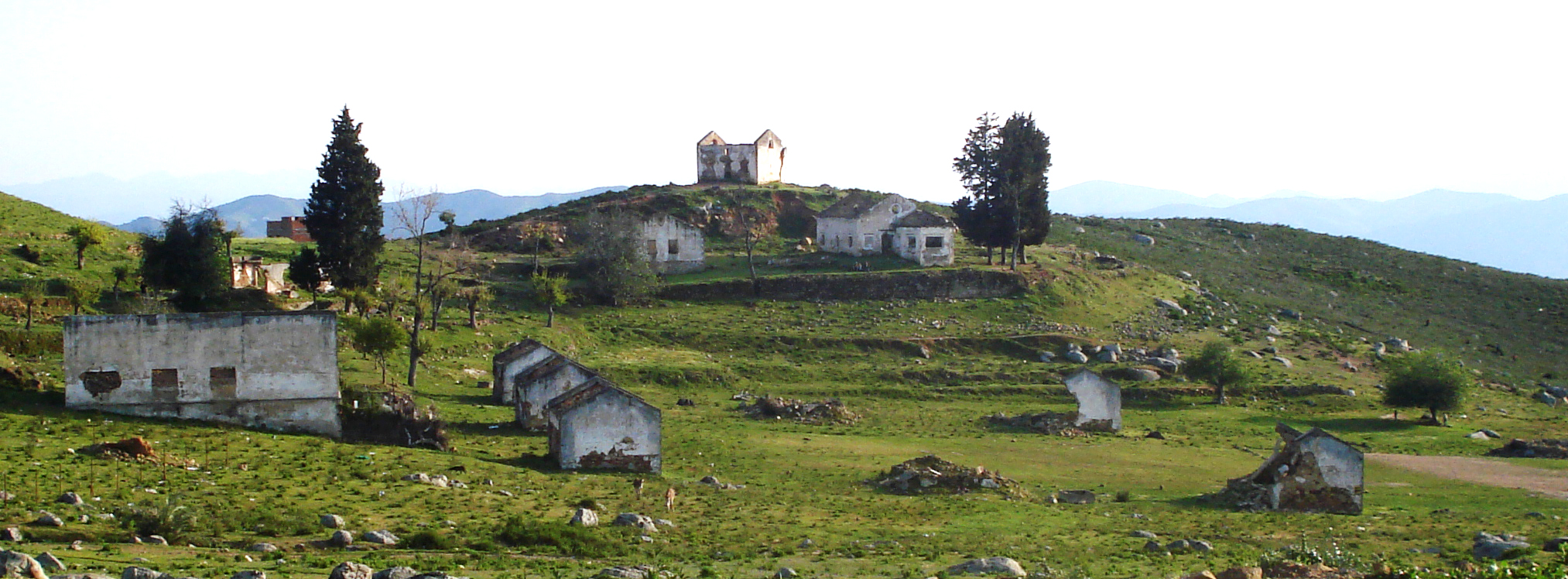
在舍夫沙万附近的西班牙营地的废墟
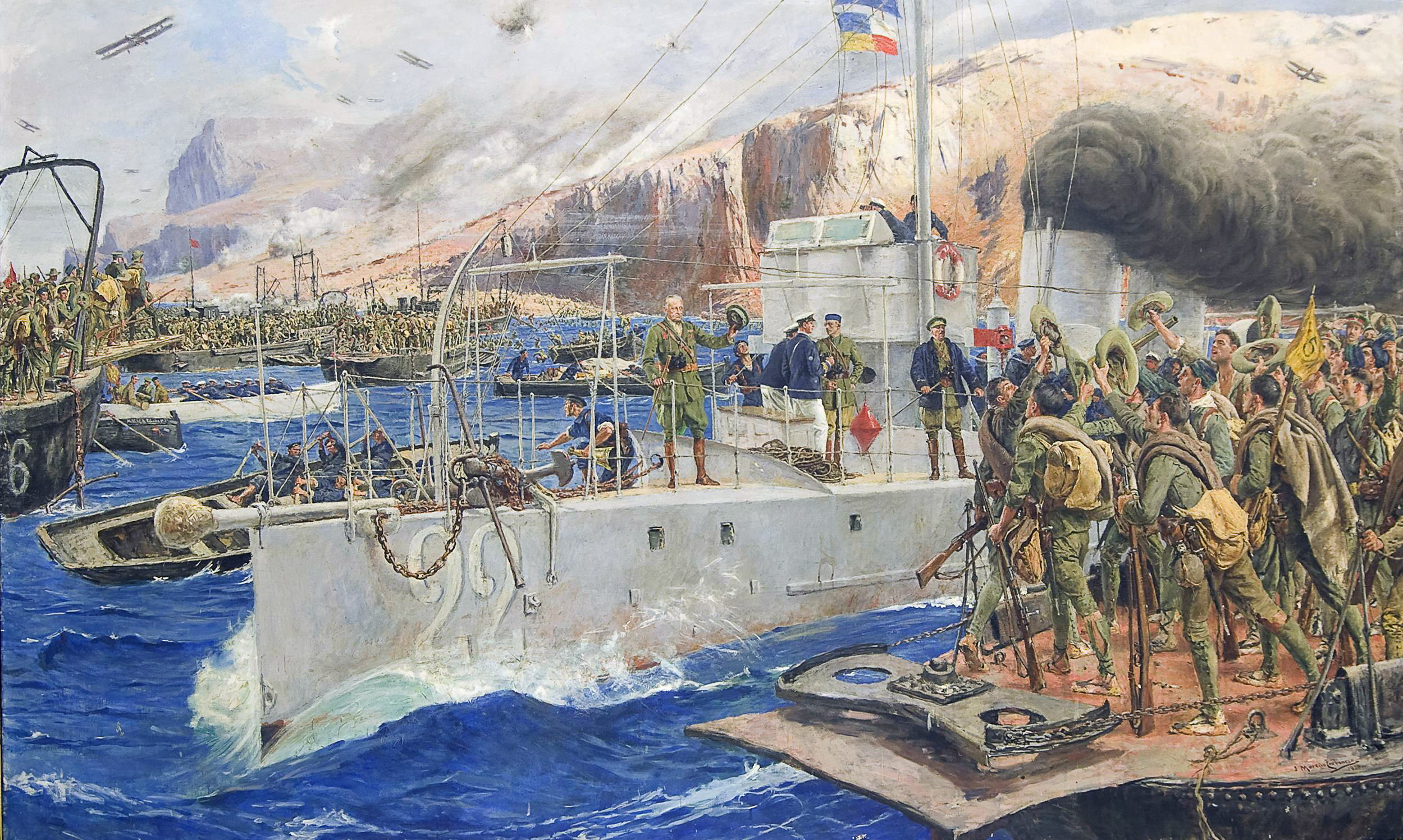
西班牙軍隊登陸胡塞马群岛
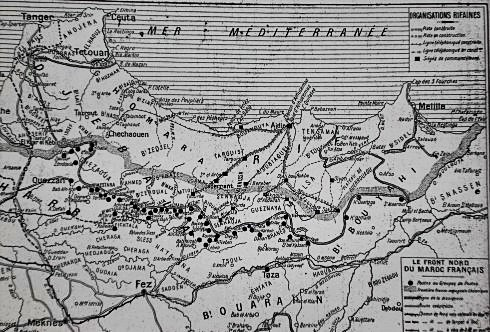
显示边界和法国军事的当代地图